# Akurojin-no-hi
Akurojin-no-hi ((悪路神の火, "fogo do deus da rua ruim") é uma chama fantasma do folclore da província de Mie, no Japão. Geralmente aparece nas noites chuvosas, e quando uma pessoa encontra isso e não corre ela fica gravemente doente.